# Nikola Kováčiková
Nikola Kováčiková (ur. 6 stycznia 1999 w Levicach) – słowacka koszykarka,  występująca na pozycjach rzucającej lub niskiej skrzydłowej, reprezentantka kraju, od 2024 zawodniczka SBS Ostrawa. 
Jej rodzice także grali w koszykówkę. Jest córką Petera Kováčika oraz Viery Kováčikovej, z domu Lomjanskiej. 

## Osiągnięcia
Stan na 20 kwietnia 2025, na podstawie, o ile nie zaznaczono inaczej.

### NCAA
- Uczestniczka rozgrywek ćwierćfinałowych turnieju Women’s National Invitation Tournament (WNIT – 2019)
- Laureatka: 
  - Penn's Norman J. Goldring Prize (2022)
  - George H. Frazier Prize (2022)
  - nagrody dla najlepszej nowo-przybyłej zawodniczki w drużynie Hoyas (2019)
- Zaliczona do składu Big East All-Academic (2019)

### Drużynowe
- Uczestniczka rozgrywek Eurocup (2017/2018)

### Indywidualne
(* – nagrody przyznane przez portal eurobasket.com)
- Zaliczona składu honorable mention ligi słowackiej (2017)[5]

### Reprezentacja
Seniorska
- Uczestniczka:
  - mistrzostw Europy (2017 – 8. miejsce, 2021 – 13. miejsce)
  - kwalifikacji do mistrzostw Europy (2019, 2025)

Młodzieżowe
- Wicemistrzyni Europy U–20 dywizji B (2017)
- Uczestniczka mistrzostw:
  - świata U–17 (2014 – 15. miejsce)
  - Europy:
    - U–18 (2016 – 15. miejsce)
    - U–16 (2014 – 12. miejsce, 2015 – 13. miejsce)